# Kann Ferenc
Kann Ferenc (Budapest, 1894. november 28. – 1983. február 19.) magyar labdarúgó játékos, edző, nemzetközi labdarúgó-játékvezető, sportvezető és szakíró.

## Pályafutása

### Vízilabdázóként
Az 1924. évi nyári olimpiai játékokon a vízilabda csapat egyik játékosaként vett részt.

### Labdarúgóként
Számos sportágat kiváló eredményességgel űzött: vívott, teniszezett, az ökölvívásban, birkózásban, az atlétikában, az úszásban is eredményes sportoló. A gátfutásban és diszkoszvetésben Dunántúl bajnoka. Úszásban a 100 méteres távon a vidék, birkózásban Észak-Magyarország bajnoka. A legerősebb szálak a labdarúgáshoz kötik, eleinte kapus, később csatár poszton játszott. Egy súlyos sérülés véget vetett labdarúgó pályafutásának.

### Nemzeti játékvezetés
Játékvezetésből 1918-ban Budapesten, a Magyar Futballbírák Testülete (BT) előtt vizsgázott. Az MLSZ által üzemeltetett labdarúgó bajnokságokban a MAFC I. fokú futballbíróként kezdte sportszolgálatát. A BT javaslatára NB II-es, 1923-tól III. fokú minősítéssel NB I-es bíró. A Budapesti alosztály keretében tevékenykedett. 1926 –1934 között professzionista mérkőzések vezetésére is jogosult volt. A mérkőzéseket szöges talpú, magas szárú cipőben vezette. Küldési gyakorlat szerint rendszeres partbírói szolgálatot is végzett. A nemzeti játékvezetéstől 1951-ben visszavonult. NB I-es mérkőzéseinek száma: 120.
| Időpont            | Helyszín                         | Mérkőzés típusa          | Mérkőzés                   | Eredmény | Nézők száma |
| ------------------ | -------------------------------- | ------------------------ | -------------------------- | -------- | ----------- |
| 1923. november 4.  | Megyeri úti stadion, Budapest    | első NB I-es mérkőzése   | Újpest–Törekvés            | 1 – 1    | 8000        |
| 1951. november 11. | Rohonci úti stadion, Szombathely | utolsó NB I-es mérkőzése | Szombathely–Szegedi Petőfi | 4 – 0    | 6000        |

### Nemzetközi játékvezetés
A Magyar Labdarúgó-szövetség a BT javaslatára terjesztette fel nemzetközi játékvezetőnek, a Nemzetközi Labdarúgó-szövetség (FIFA) 1929-től tartotta-tartja nyilván bírói keretében. Több nemzetek közötti válogatott és klubmérkőzést vezetett, vagy működő társának partbíróként segített. A nemzetközi játékvezetéstől 1934-ben búcsúzott. 1948-ban a magyar-csehszlovák ifjúsági mérkőzést vezethette. Válogatott mérkőzéseinek száma: 2.
| Időpont          | Helyszín                           | Mérkőzés típusa               | Mérkőzés                   | Eredmény | Nézők száma |
| ---------------- | ---------------------------------- | ----------------------------- | -------------------------- | -------- | ----------- |
| 1929. április 7. | Leoforos Alexandras Stadion, Athén | első válogatott mérkőzés      | Görögország–Olaszország    | 1 – 4    | 15 000      |
| 1948. május 29.  | Üllői úti Stadion. Budapest        | ifjúsági válogatott találkozó | Magyarország–Csehszlovákia | 6 – 1    |             |

#### Olimpiai játékok
Az  1928. évi nyári olimpiai játékok labdarúgó tornájára az MLSZ BT - Boronkay Gábor, Bíró Sándor és Klug Frigyes mellett játékvezetőnek javasolta. A tornán végül - játékvezetőként - Boronkai Gábor, partbíróként Iváncsics Mihály tevékenykedhettek.

### Sportvezetőként
dr. Mező Ferenc tanára kezdeményezésére tanulmányútra küldték a stockholmi olimpiára. 12 év múlva a londoni olimpián a Magyar Olimpiai Bizottság tagjaként az előkészítő munkálatokban tevékenykedett.
Tizenöt esztendőn keresztül a MAFC-nál, a Testnevelési Főiskolán szerzett edzői minősítéssel sikerrel működött. Irányítása alatt öt csapata bajnokságot, három pedig sportszerűségi díjat nyert. 1946 decemberében megválasztották a magyar labdarúgó edzőtestület háznagyának. A Budapesti Labdarúgó Alszövetség (BLASz) Játékvezető Bizottságának (JB) tagja.

## Írásai
1925-ben a Sporthírlap rendkívüli számában a vízipóló játékszabályokat ismertette. A Játékvezető című lapban a bíráskodás/játékvezetés történetét foglalta össze.

## Szakmai sikerek
- Az Országos Tanácsülés 1943-ban 25 éves, 1948-ban 30 éves eredményes játékvezetői pályafutásának elismeréseként aranyjelvény kitüntetésbe, valamint aranyoklevél elismerésben részesítette. A Testnevelés és a Sport Kiváló Dolgozója.
- 1958-ban azoknak a játékvezetőknek, akik 30 és ennél több esztendeje szolgálták játékvezetőként a labdarúgást ügyét, a Magyar Testnevelési és Sporthivatal (MTSH) elnöke a Testnevelés és Sport kiváló dolgozója jelvényt adományozta Kann Ferencnek. A Játékvezető Testület díszveretét Tabák Endre főtitkár nyújtotta át a kitüntetettnek.

## Külső hivatkozások
- Kann Ferenc. eu-football.info. (Hozzáférés: 2016. január 19.)
- Kann Ferenc. huszadikszazad.hu. (Hozzáférés: 2016. január 19.)
- Kann Ferenc. uz.ua. (Hozzáférés: 2016. január 19.)
- Kann Ferenc játékvezetői adatlapja a Nemzeti Labdarúgó Archívum oldalán